# Anaiyur (Madurai)
Anaiyur è una suddivisione dell'India, classificata come town panchayat, di 38.302 abitanti, situata nel distretto di Madurai, nello stato federato del Tamil Nadu. In base al numero di abitanti la città rientra nella classe III (da 20.000 a 49.999 persone).

## Geografia fisica
La città è situata a 09° 57' 47 N e 78° 06' 41 E.

## Società

### Evoluzione demografica
Al censimento del 2001 la popolazione di Anaiyur assommava a 38.302 persone, delle quali 19.305 maschi e 18.997 femmine. I bambini di età inferiore o uguale ai sei anni assommavano a 3.874, dei quali 1.950 maschi e 1.924 femmine. Infine, coloro che erano in grado di saper almeno leggere e scrivere erano 30.270, dei quali 16.085 maschi e 14.185 femmine.